# بلدية السلي
بلدية السلي هي إحدى بلديات مدينة الرياض في المملكة العربية السعودية.

## الأحياء التابعة لها
- حي الجزيرة
- حي الفيحاء
- حي السعادة
- خشم العان
- حي السلي
- حي المشاعل
- حي النور
- حي الدفاع
- حي الإسكان
- حي المناخ
- حي الصناعية الجديدة
- حي هيت
- حي البرية.[1][2]